# Das Off Theater

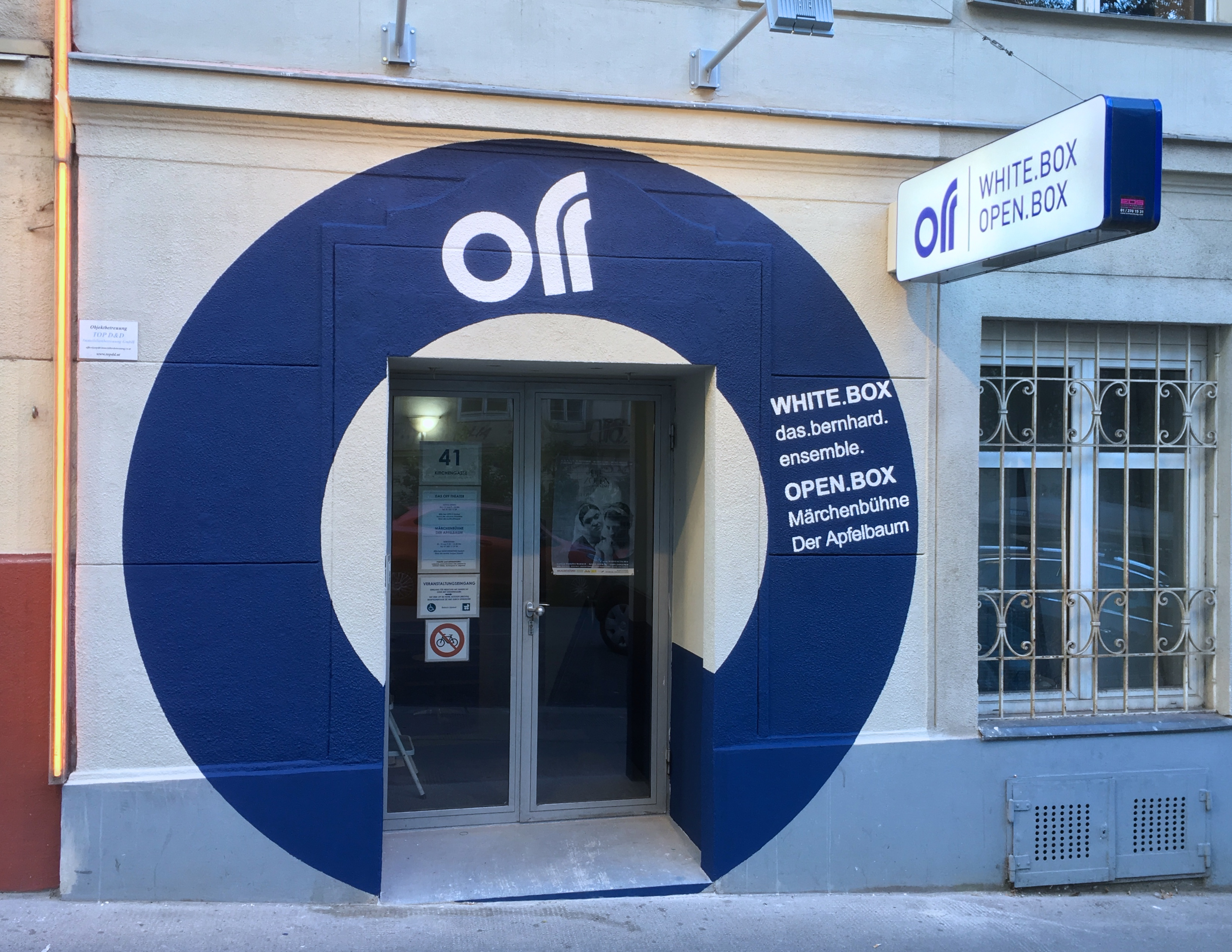
Eingang des OFF Theaters, Wien

Das Off Theater (auch DAS OFF THEATER) ist ein freies Theater in Wien und wurde im Jahre 2006 in den Räumen der ehemaligen Stadtinitiative Wien vom österreichischen Schauspieler, Regisseur und Autor Ernst Kurt Weigel gegründet. Es ist fixe Spielstätte mehrerer Wiener Theaterensembles und Aufführungsort zahlreicher freier Gastgruppen.

## Geschichte
In der untersten Etage eines typischen Wiener Gründerzeithauses (1900 erbaut) befinden sich auf einer Fläche von über 700 m² die Aufführungs- und Arbeitsräume des Off Theaters. Das ehemalige Magazin eines Elektrogroßhändlers wurde 1989 als „Coworking Space“ und Begegnungsort verschiedener anthroposophischer Kunst- und Kulturinitiativen angemietet und vereinte diese unter dem Namen Stadtinitiative Wien unter einem Dach. Der ursprünglich einzige Veranstaltungsraum (heute OPEN.BOX) der Stadtinitiative etablierte sich rasch zu einem Aufführungsort von Projekten vieler freier Theatergruppen und Wiener Künstlern. Die einzelnen Kulturinitiativen im „Geiste der Anthroposophie“ lösten sich nach und nach wieder auf oder wanderten ab. Ende der 1990er Jahre gründete sich in den weitläufigen Nebenräumen das Projekt Theater Studio, ein experimentelles Theaterstudio, das sich unter der Leitung der österreichischen Regisseurin und Bühnenbildnerin Eva Brenner eingehend der Performancekunst und dem Experimentaltheater widmete. Zahlreiche Work in progress Aufführungen von Eigenproduktionen und Workshops internationaler Performancekünstler (wie Mary Overlie, Stephen Wang, Lee Breuer, Therry O’Reilly) fanden hier statt.
Zwischenzeitlich als Künstleratelier sowie als Unterrichtsstudios der Schauspielabteilung der Musik und Kunst Privatuniversität der Stadt Wien genutzt, wurden die Räume unter der Leitung von Ernst Kurt Weigel 2006 als DAS OFF THEATER neu gegründet, administrativ und räumlich zusammengefasst und durch weitreichende Umbauarbeiten in die bestehende Form gebracht.
Das Off Theater entwickelte sich zu einem Mehrspartenhaus und zählt heute zu den sogenannten Mittelbühnen Wiens. Es dient pro Jahr mittlerweile über 100 freien Gruppen und Einzelkünstlern als Proben- und Aufführungsort, die dort jährlich bei etwa 330 Veranstaltungen vor über 20.000 Zuschauern ihre Produktionen zeigen.

## Haus
Das Haus besitzt zwei Theaterräume, die getrennt voneinander bespielt werden können:
Die OPEN.BOX für max. 100 Besucher und fixer Zuschauertribüne ist Hauptspielort aller Gastproduktionen.
Die WHITE.BOX fasst max. 120 Besucher, bietet eine variable Zuschauer/Bühnensituation und ist Spielraum der Eigen- und Koproduktionen.
Das Theater finanziert sich über Vermietungen der Räumlichkeiten und seit 2008 zusätzlich über Subventionen der Stadt Wien.

## Ensembles
Die ständig hier auftretenden Gruppen und mitbestimmende Hausensembles sind: das.bernhard.ensemble (Bernhard Ensemble), orgAnic reVolt (zeitgenössischer Tanz), der Sprech- und Singverein sterne*reißen und die Märchenbühne Der Apfelbaum.